# Tom et Hester
 (décembre 2019).
Tom et Hester (titre original : Mortal Engines Quartet) est une série de science-fiction écrite par l'écrivain britannique Philip Reeve et parue de 2001 à 2006.

## UniversTom et Hester

### SérieTom et Hester
1. Mécaniques fatales, Hachette Jeunesse, 2003 ((en) Mortal Engines, 2001)Réédition, Gallimard Jeunesse, coll. « Folio Junior », 2007
2. L'Or du prédateur, Gallimard Jeunesse, coll. « Folio Junior », 2007 ((en) Predator's Gold, 2003)
3. Machinations infernales, Gallimard Jeunesse, coll. « Folio Junior », 2009 ((en) Infernal Devices, 2005)
4. Plaine obscure, Gallimard Jeunesse, coll. « Folio Junior », 2010 ((en) A Darkling Plain, 2006)

- (en) Traction City (en), 2011Roman court, préquelle à la série
- (en) Night Flights, 2018Recueil de trois courtes histoires sur les aventures d'Anna Fang, préquelle à la série

### SérieFever Crumb
1. (en) Fever Crumb (en), 2009
2. (en) A Web of Air (en), 2010
3. (en) Scrivener's Moon (en), 2011